# Ад Марианских островов
Ад Марианских островов (англ. Hell of the Marianas) — шоссейная однодневная велогонка, проходящая по территории Северных Марианских островова с 2007 года.

## История
Гонка была создана в 2007 году и считается самой сложной велогонкой в Микронезия.
В 2018 году была отменена после прошедшего за месяц до её проведения тайфуна Юту (Розита).
Со следующего, 2019 года вошла в календарь Pacific Open Road and Mountain Bike Calendar который направлен на развитие велоспорта в Тихом океане.
В 2020 году из-за пандемии COVID-19 гонка была отменена. Вместо неё по сокращённой дистанции была проведена гонка в нескольких категориях с участием только местных велогонщиков. В 2021 году также не проводилась из-за отмены.
Маршрут гонки проходит по острову Сайпан. Протяжённость дистанции составляет 100 км за что гонку называют также как Century Cycle Race, а перепады высот достигают 300 метров.
На гонке участвуют представители таких стран как Австралия, Гуам, Республика Корея, Россия, США, Филиппины, Япония.
Проводится в начале декабря. Организатором выступает Федерация велоспорта Северных Марианских островов (NMICF).

## Призёры
| Год  | Победитель        | Второй              | Третий              |          |
| ---- | ----------------- | ------------------- | ------------------- | -------- |
| 2007 | Эли Торгесон      | Фред Грей           | Дерек Хортон        |          |
| 2008 | Эли Торгесон      | Джази Гарсия        | Ка Он Чо            |          |
| 2009 | Александр Баженов | Евгений Сморчков    | Ли Хуань Гео        |          |
| 2010 | Кан Ён Део        | Кэмерон О'Нил       | Юнг Сон Ин          |          |
| 2011 | Джек Андерсон     | Кэндзи Хасимото     | Со Джун Ён          |          |
| 2012 | Джек Андерсон     | Чан Сон Чже         | Александр Доровских |          |
| 2013 | Кадзухиро Ямамото | Александр Доровских | Ка Он Чо            |          |
| 2014 | Константин Фаст   | Александр Доровских | Рютаро Накамура     |          |
| 2015 | Рютаро Накамура   | Чэнь Цзяньлян       | Ян Ву Синь          |          |
| 2016 | Ян Пауль Моралес  | Макото Моримото     | Марк Галедо         |          |
| 2017 | Марк Галедо       | Рональд Ломотос     | Ян Пауль Моралес    |          |
| 2018 | отменено          | отменено            | отменено            | отменено |
| 2019 | Кевин Биффигер    | Марко Павилич       | Тосики Нагацука     |          |
| 2020 | отменено          | отменено            | отменено            | отменено |
| 2021 | отменено          | отменено            | отменено            | отменено |